# La Magdeleine (Aostatal)
La Magdeleine ist eine kleine italienische Gemeinde in der autonomen Region Aostatal. La Magdeleine hat 99 Einwohner (Stand 31. Dezember 2023) und liegt in einer Höhe von 1644 m ü. M. im Valtournenche-Tal, einem Seitental des Aostatals. Bei der Gemeinde handelt es sich um einen Zusammenschluss von fünf kleinen Weilern. Jetziger Bürgermeister (it. Sindaco, frz. Syndic) der Gemeinde ist Mauro Duroux.
Die Nachbargemeinden sind Antey-Saint-André, Ayas, Chamois und Châtillon. La Magdeleine ist Mitglied der Unité des Communes valdôtaines Mont-Cervin. Ebenso wie Chamois unterstützt La Magdeleine als Mitglied der Kooperation Alpine Pearls bereits einen für die Gemeinde umweltverträglichen Tourismus.

## Geschichte
Funde paläontologischen Ursprungs deuten auf eine Nutzung des Ortes schon zur Eisenzeit. Im Mittelalter war das Dorf Teil der Herren von Cly. Wirtschaftlich war es eng mit der Gemeinde Châtillon verbunden.

Demografische Entwicklung der Gemeinde

Während der Zeit des Faschismus trug das Dorf den italianisierten Namen La Maddalena d'Aosta. Bis 1959 war La Magdeleine nicht von einer asphaltierten Straße erreichbar. Das Dorf war mit dem Tal (Antey-Saint-André) durch einen Saumpfad verbunden. Diese Saumpfade sind heute noch benutzbar, obwohl sie zu touristischen Zwecken genutzt werden.
Im Laufe der Zeit hat die Gemeinde sehr viele Einwohner verloren, da viele ausgewandert oder in die Städte gezogen sind.

## Geographie
La Magdeleine besteht aus fünf Weilern, oder, wie sie offiziell genannt werden, fünf Hameaux. Diese sind Brengon, Clou, Vieu, Artaz und Messelod.
Das Dorf liegt am Fuß des Berges Mont Tantané, welcher etwas weniger als 2700 m. ü. M. hoch ist.